# Ibi (tribu)
Els ibi, també coneguts com a yui o ibihica, eren un cacicat timucua a l'actual estat de Geòrgia durant els segles xvi i xvii. Vivien al sud-est de Geòrgia, a uns 50 quilòmetres de la costa. Igual que els seus veïns, la tribu Icafui (o Cascange), que parlava un dialecte de la llengua timucua anomenat Itafi.
El llogaret principal del cap era Ibihica, i ell controlava quatre llogarets de la zona. Els ibi va trobar per primera vegada els frares espanyols en 1597, i aviat es van integrar al sistema de missió espanyola. La missió de San Lorenzo de Ibihica hi va ser fundada després de 1616. La ciutat i la missió semblen haver estat destruïdes pels espanyols després de la rebel·lió timucua de 1656, i la població fou recol·locada. Els ibi supervivents podrien haver-se fusionat amb altres grups timucua o haver marxat més enllà de l'esfera d'influència espanyola.

## Nom
Els ibi també es coneixen com a yui, encara que això sembla un error manuscrit: la lletra u ha estat substituïda per v, que es pronuncia com i, sovint substituïda per b en castellà contemporani. Com a tal l'ortografia correcta seria Yvi o Ybi, estandarditzada a Ibi, una paraula timucua per a referir-se a aigua. L'antropòleg John Worth prefereix referir-s'hi com a Ibihica, el nom del seu poble principal on es trobava la seva missió.

## Història
Poc se sap de la població nativa del sud de Geòrgia en la prehistòria. L'estudi arqueològic de la regió ha estat limitat i la cronologia ceràmica no està ben establerta, però la zona en el seu conjunt sembla haver estat una "zona transitòria" entre les cultures Savannah i St Johns. Els ibi entraren per primer cop en el registre històric durant l'era de missions espanyoles, moment en el qual es va assenyalar que vivien a la Geòrgia continental a 14 llegües (unes 50 milles) de la Missió San Pedro de Mocama, la missió a la direcció Tacatacuru a l'illa de Cumberland. Els ibi sumaven entre 700 i 800 persones vivint en cinc viles sota un cap, i la vila principal era coneguda com a Ibihica. Parlaven un dialect del timucua conegut com a Itafi o Icafui, que també era parlat pels seus veïns, els icafui (també coneguts com els Cascangue). Més a l'oest, potser al marge oriental d'Okefenokee Swamp, hi havia un altre grup timucua, els oconi.
Els ibi es van involucrar en el sistema de missió espanyola relativament aviat. Van ser visitats pel franciscà Fra Pedro Ruíz en 1597, i aquest mateix any el seu cap van viatjar a la capital colonial espanyola de San Agustín per retre obediència al rei espanyol. Tanmateix, el 1597 es revoltà la tribu Guale, que vivia més al nord a la costa de Geòrgia, i provocà que Ruíz fos cridat. Tot i això, els ibi i els veïns oconi van ser visitats amb certa regularitat pels frares de les missions properes de San Pedro de Mocama i San Juan del Puerto. Aquestes visites foren evangèlicament un èxit, però van afectar la població local, de manera que el 1603 els espanyols va assenyalar que alguns ibi "abandonaven els seus pobles" i s'instal·laven a les missions costaneres. Després de 1616 els ibi van rebre la seva pròpia missió, San Lorenzo de Ibihica, establida en la seva vila. la vila i la missió continuaren existint fins a 1656, l'any de la rebel·lió timucua contra el govern espanyol. En aquest moment sembla que tant Ibihica com el poble proper oconi van ser destruïts pels espanyols. Els ibi supervivents podrien haver-se integrat en altres comunitats o traslladar-se fora de l'esfera d'influència del govern colonial espanyol.